# Associazione Calcio Carpenedolo 2009-2010
Questa voce raccoglie le informazioni relative all'Associazione Calcio Carpenedolo nella stagione 2009-2010.

## Stagione
Nella stagione 2009-2010 il Carpenedolo disputa il girone A del campionato Lega Pro di Seconda Divisione, raccoglie 35 punti con il sedicesimo posto. Disputa il Play-out contro la Villacidrese, pareggiando (2-2) a Carpenedolo e perdendo (1-0) in Sardegna, retrocedendo in Serie D dopo aver disputato sei stagioni tra i professionisti. Il miglior marcatore dei rossoneri in questa ultima stagione è ancora Giacomo Lorenzini con 11 reti. Nella Coppa Italia di Lega Pro il Carpenedolo disputa il girone C di qualificazione, che ha promosso Mezzocorona e Sambonifacese.

## Divise e sponsor
Lo sponsor tecnico per la stagione 2008-2009 è Erreà, mentre lo sponsor ufficiale è La Leonessa.
| Casa | Trasferta |  |

## Rosa
| N. |                   | Ruolo | Calciatore           |
| -- | ----------------- | ----- | -------------------- |
|    | Italia (bandiera) | P     | Christian Altebrando |
|    | Italia (bandiera) | P     | Stefano Portesi      |
|    | Italia (bandiera) | P     | Andrea La Macchia    |
|    | Italia (bandiera) | D     | Adriano Rossini      |
|    | Italia (bandiera) | D     | Pelizzari Dario      |
|    | Italia (bandiera) | D     | Fabio Grieco         |
|    | Italia (bandiera) | D     | Ronny Valerio        |
|    | Italia (bandiera) | D     | Antonello Flena      |
|    | Italia (bandiera) | D     | Marco Ruffini        |
|    | Italia (bandiera) | D     | Alessandro Wilson    |
|    | Italia (bandiera) | D     | Michele Zeoli        |
|    | Italia (bandiera) | C     | Mattia Bovi          |

| N. |                   | Ruolo | Calciatore        |
| -- | ----------------- | ----- | ----------------- |
|    | Italia (bandiera) | C     | Stefano Bono      |
|    | Italia (bandiera) | C     | Matteo Morbini    |
|    | Italia (bandiera) | C     | Alessio Germani   |
|    | Italia (bandiera) | C     | Santo Finocchiaro |
|    | Italia (bandiera) | C     | Andrea Poli       |
|    | Italia (bandiera) | C     | Andrea Rosso      |
|    | Italia (bandiera) | C     | Filippo Savi      |
|    | Italia (bandiera) | C     | Nicola Pagani     |
|    | Italia (bandiera) | C     | Paolo Vignali     |
|    | Italia (bandiera) | A     | Giacomo Lorenzini |
|    | Italia (bandiera) | A     | Pietro Lorenzini  |
|    | Italia (bandiera) | A     | Riccardo Capogna  |

## Risultati

### Lega Pro Seconda Divisione

#### Girone di andata
| Arbitro: | Zeoli (Napoli) |

|                  |           |             |
| Germani 63’, 67’ | Marcatori | 70’ Cassaro |

| Arbitro: | Lobina (Cagliari) |

|                      |           |               |
| Pietribiasi 36’, 63’ | Marcatori | 85’ F. Grieco |

| Arbitro: | Rovida (Savona) |

|                                                 |           |                |
| G. Lorenzini 19’ (rig.) Capogna 26’ Germani 39’ | Marcatori | 86’ R. Orlandi |

| Arbitro: | De Meo (Foggia) |

|  |           |             |
|  | Marcatori | 21’ Germani |

| Arbitro: | Albertini (Ascoli Piceno) |

|                  |           |                         |
| G. Lorenzini 22’ | Marcatori | 47’ Leto 55’, 85’ Bisso |

| Arbitro: | Vallorani (San Benedetto del Tronto) |

|            |           |                                                   |
| Falomi 35’ | Marcatori | 5’, 46’, 75’ G. Lorenzini 19’ Capogna 58’ Orlandi |

| Arbitro: | Quartarone (Messina) |

|             |           |             |
| Orlandi 61’ | Marcatori | 22’ M. Moro |

| Arbitro: | Ros (Pordenone) |

|            |           |  |
| Genova 87’ | Marcatori |  |

| Arbitro: | Terzo (Palermo) |

|                  |           |  |
| G. Lorenzini 29’ | Marcatori |  |

| Sesto San Giovanni 18 ottobre 2009, ore 15:00 CET 10ª giornata | Pro Sesto        | 0 – 0 | Carpenedolo | Stadio Breda (740 spett.)\| Arbitro: \| Fabbri (Ravenna) \| |
| Arbitro:                                                       | Fabbri (Ravenna) |       |             |                                                             |

| Carpenedolo 1º novembre 2009, ore 15:00 CET 11ª giornata | Carpenedolo     | 0 – 0 | Pro Vercelli | Stadio Mundial '82\| Arbitro: \| Ronchi (Milano) \| |
| Arbitro:                                                 | Ronchi (Milano) |       |              |                                                     |

| Arbitro: | Di Bello (Brindisi) |

|                               |           |                      |
| Pietranera 40’ La Cagnina 85’ | Marcatori | 90’ Ruffini 94’ Bovi |

| Arbitro: | Di Stefano (Alghero) |

|                              |           |                              |
| Germani 36’ G. Lorenzini 73’ | Marcatori | 40’ I. Graziani 94’ Rossetti |

| Arbitro: | Giorgetti (Cesena) |

|             |           |                 |
| Germani 50’ | Marcatori | 7’ Masciantonio |

| Arbitro: | Fiamingo (Pisa) |

|                                           |           |  |
| B. Carbone 27’ Boldrini 74’ Pavoletti 76’ | Marcatori |  |

| Arbitro: | Moretti (Bari) |

|                  |           |                                      |
| P. Lorenzini 60’ | Marcatori | 15’ Bianchi 47’ Mendil 49’ Ricciardo |

| Arbitro: | Vallorani (San Benedetto del Tronto) |

|                            |           |                              |
| Panizza 23’, 63’ Flavi 93’ | Marcatori | 68’ G. Lorenzini 92’ Orlandi |

#### Girone di ritorno
| Arbitro: | Manera (Castelfranco Veneto) |

|                       |           |  |
| Bonomi 25’ Sinato 36’ | Marcatori |  |

| Arbitro: | Pairetto (Nichelino) |

|             |           |            |
| Capogna 36’ | Marcatori | 91’ Staiti |

| Arbitro: | Pizzi (Saronno) |

|                            |           |  |
| Cocco 66’ (rig.) Sogus 77’ | Marcatori |  |

| Carpenedolo 24 gennaio 2010, ore 15:00 CET 21ª giornata | Carpenedolo         | 0 – 0 | Pro Belvedere | Stadio Mundial '82 (200 spett.)\| Arbitro: \| Perisan (Pordenone) \| |
| Arbitro:                                                | Perisan (Pordenone) |       |               |                                                                      |

| Arbitro: | Operato (Isernia) |

|               |           |  |
| D'Onofrio 31’ | Marcatori |  |

| Arbitro: | Zeoli (Napoli) |

|             |           |  |
| Capogna 71’ | Marcatori |  |

| Arbitro: | Saia (Palermo) |

|                          |           |                    |
| N. Padoin 24’ Cintoi 52’ | Marcatori | 90+3’ G. Lorenzini |

| Arbitro: | Bellutti (Trento) |

|  |           |                    |
|  | Marcatori | 35’ (aut.) Ferrato |

| Arbitro: | Aversano (Treviso) |

|             |           |  |
| Brugger 44’ | Marcatori |  |

| Arbitro: | Fogliano (Perugia) |

|                               |           |  |
| P. Lorenzini 13’ A. Rosso 77’ | Marcatori |  |

| Arbitro: | Giorgetti (Cesena) |

|              |           |                            |
| Lo Bosco 10’ | Marcatori | 35’ F. Grieco 65’ A. Rosso |

| Arbitro: | Terzo (Palermo) |

|                                      |           |            |
| G. Lorenzini 14’ (rig.) A. Rosso 57’ | Marcatori | 60’ Miftah |

| Arbitro: | Cisaria (Trento) |

|                                             |           |                 |
| A. Longhi 24’ I. Graziani 67’ Quarenghi 81’ | Marcatori | 3’ G. Lorenzini |

| Arbitro: | Aloisi (Avezzano) |

|                                  |           |  |
| Soro 7’ Giglio 78’ Granaiola 85’ | Marcatori |  |

| Arbitro: | Soricaro (Barletta) |

|             |           |                                   |
| Germani 80’ | Marcatori | 48’, 69’ A. Ferretti 66’ Boldrini |

| Arbitro: | Colasanti (Grosseto) |

|                                                |           |  |
| V. Anastasi 24’ Steri 39’ Ricciardo 87’ (rig.) | Marcatori |  |

| Arbitro: | Corletto (Castelfranco Veneto) |

|  |           |              |
|  | Marcatori | 51’ G. Galli |

### Play-out
| Arbitro: | Sguizzato (Verona) |

|                         |           |                         |
| Vignali 56’ Germani 61’ | Marcatori | 23’ Steri 90+3’ Mancosu |

| Arbitro: | Aureliano (Bologna) |

|           |           |  |
| Steri 38’ | Marcatori |  |

### Coppa Italia di Lega Pro
| Arbitro: | Pizzi (Saronno) |

|                                          |           |                                          |
| Rossini 16’ G. Lorenzini 40’ Germani 67’ | Marcatori | 39’ Schettino 58’ Pettarin 79’ Brighenti |

| Arbitro: | Sguizzato (Verona) |

|                         |           |  |
| Polito 18’ Albanese 90’ | Marcatori |  |

| Arbitro: | Peretti (Verona) |

|             |           |                                       |
| Orlandi 18’ | Marcatori | 63’, 83’ Galli 82’ Flavi 88’ Donzelli |

| 19 agosto 2009 4ª giornata |  | – Turno di riposo Carpenedolo |  |  |

| Arbitro: | Zeoli (Napoli) |

|             |           |                  |
| Cassaro 72’ | Marcatori | 63’, 67’ Germani |

### Statistiche di squadra
Aggiornata al 31 gennaio 2010
| Competizione             | Punti | In casa | In casa | In casa | In casa | In casa | In casa | In trasferta | In trasferta | In trasferta | In trasferta | In trasferta | In trasferta | Totale | Totale | Totale | Totale | Totale | Totale | DR |
| Competizione             | Punti | G       | V       | N       | P       | Gf      | Gs      | G            | V            | N            | P            | Gf           | Gs           | G      | V      | N      | P      | Gf     | Gs     | DR |
| ------------------------ | ----- | ------- | ------- | ------- | ------- | ------- | ------- | ------------ | ------------ | ------------ | ------------ | ------------ | ------------ | ------ | ------ | ------ | ------ | ------ | ------ | -- |
| Lega Pro Prima Divisione | 23    | 11      | 3       | 6       | 2       | 13      | 13      | 11           | 2            | 2            | 7            | 11           | 18           | 22     | 5      | 8      | 10     | 24     | 30     | -6 |
| Coppa Italia Lega Pro    | -     | 2       | 0       | 1       | 1       | 4       | 7       | 2            | 1            | 0            | 1            | 2            | 3            | 4      | 1      | 1      | 2      | 6      | 10     | -4 |
| Totale                   |       | 13      | 3       | 7       | 3       | 17      | 19      | 13           | 3            | 2            | 8            | 13           | 21           | 25     | 6      | 8      | 12     | 30     | 39     | -9 |